# 可分離動詞
可分離動詞是一種由單詞核心與可分離助詞組成的動詞。在某些句子中的位置，核心動詞與助詞結合成一個單詞，而在其他位置時核心動詞與助詞則需分離。這裡的助詞不能算是前綴，因為他能夠與核心動詞分開。德語、荷蘭語、南非語 以及匈牙利語 擁有許多可分離動詞。可分離動詞的存在對句子結構理論提出挑戰，因為當它們分離時，看不出要如何了解意義的複合性。
這種動詞的分離被稱為插詞法(tmesis)。